# マーティン・クロウ

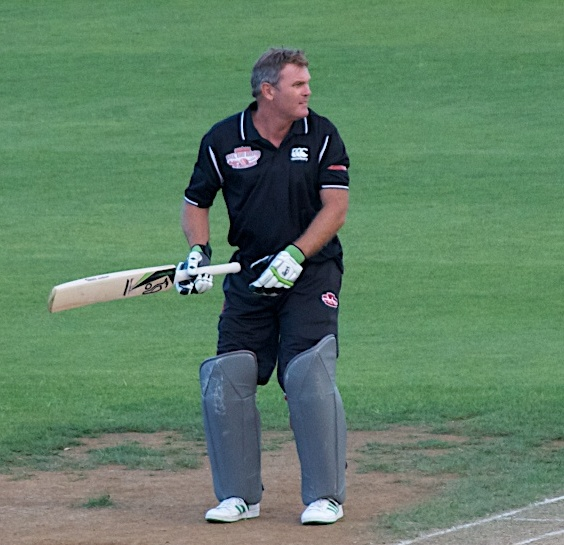
マーティン・クロウ

マーティン・クロウ（Martin Crowe、1962年9月22日 - 2016年3月3日）は、ニュージーランドのクリケット選手。オークランド出身。
1990年1月から1992年3月までクリケットニュージーランド代表のキャプテンを務めた。いとこに俳優のラッセル・クロウがいる。